# Комарівка (Ізюмський район)
Комарі́вка — село в Україні, у Оскільській сільській територіальній громаді Ізюмського району Харківської області. Площа населеного пункту — 6483, 2 га. Населення становить 528 осіб. До 2017 орган місцевого самоврядування — Комарівська сільська рада. Сільській раді підпорядкований населений пункт Миколаївка

## Географічне розташування і клімат
Село Комарівка знаходиться на березі річки Бахтин (в основному на правому березі), недалеко від її витоків. На річці велика загата. Річка тече паралельно Оскільському водосховищу на відстані 1 км. Нижче за течією на відстані 3 км розташоване село Миколаївка. За 3 км проходить автомобільна дорога Р79, за 18 км — місто Ізюм.
Клімат — помірно континентальний, сприятливий для хліборобства та інших галузей сільського господарства.

## Історія села
В околицях сіл Комарівка та Миколаївка виявлено поселення, 2 курганних могильники епохи бронзи та 3 поховання, що належали кочовим племенам.
В історико-статистичному описі Харківської єпархії Філаретом записано, що по правий берег річки Оскіл згідно з кріпосними паперами поміщиків Бистрицьких бачимо, що Комарівські землі були подаровані Петром І наказному полковнику Даниїлу Бистрицькому у 1706 році. І тоді було побудовано перший храм у Комарівці. Тоді на території нинішнього села розміщувалися 3 хутори: Василівка, Холодний Яр і Бистрицький. За розповідями старожилів, хутір Василівка називався за іменем Василя Захарченка. Холодний Яр тому, що навіть влітку в долині річки Бахтин завжди йде холодне повітря. Основним заняттям населення були хліборобство, садівництво, городництво і тваринництво. Розвивалися дрібні ремесла: ковальське, гончарське. У селі було 2 млини, існувала школа і бібліотека. Після спустошливого і грабіжницького нападу татар в 1736 р. нова хвиля заселення Комарівки почалася в 50-х роках XVIII ст. З 30-х років XIX ст. помістя в Комарівці належать В. І. Фесенку. У 1838 році він будує кам'яну церкву Успіння Пресвятої Богородиці.
За статистичними даними від 1864 року в слободі Комарівка було 39 дворів, проживало 188 осіб чоловічої статі, 195 жіночої, малась одна кам'яна церква. В окремому приміщенні, що належало церкві, розташовувалася церковно-приходська школа, яка була відкрита в 1890 році, у якій навчалося перший рік 37 хлопчиків і 23 дівчинки.

### Нові часи
В кінці грудня 1917 року в село було окуповане більшовиками. .У 1921 році було проведено примусову колективізацію та створено артіль «Комарівка» до складу якої увійшло 146 осіб.
У часи голодомору 1932-1933 року на території села померло 125 осіб.
У 2-й світовій війні брало участь 263 односельчани, 138 воїнів загинуло.
Під час будівництва Оскільського водосховища у 1954 році із села мешканців почали переселяти в долину річки Бахтин.
12 червня 2020 року, розпорядженням Кабінету Міністрів України № 725-р «Про визначення адміністративних центрів та затвердження територій територіальних громад Харківської області», увійшло до складу Оскільської сільської територіальної громади.
19 липня 2020 року, в результаті адміністративно-територіальної реформи та ліквідації Ізюмського району (1923—2020), село увійшло до складу новоутвореного Ізюмського району.

## Населення
Згідно з переписом УРСР 1989 року чисельність наявного населення села становила 442 особи, з яких 199 чоловіків та 243 жінки.
За переписом населення України 2001 року в селі мешкало 511 осіб.

### Мова
Розподіл населення за рідною мовою за даними перепису 2001 року:
| Мова       | Відсоток |
| ---------- | -------- |
| українська | 91,60 %  |
| російська  | 4,49 %   |
| білоруська | 0,59 %   |
| вірменська | 0,20 %   |
| молдовська | 0,20 %   |
| інші       | 2,92 %   |

## Економіка
- Молочно-товарна і свино-товарна ферми.
- Садові ділянки.
- «Колос», сільськогосподарське ТОВ.

## Об'єкти соціальної сфери
- Школа.
- Клуб.

## Також
- Перелік населених пунктів, що постраждали від Голодомору 1932—1933 (Харківська область)